# Aeropuerto José Chávez Suárez
El aeropuerto Profesor José Chávez Suárez (IATA: SBL, OACI: SLSA) es un aeropuerto público que brinda servicio a la ciudad de Santa Ana del Yacuma, Departamento del Beni, Bolivia. La terminal aérea posee baja actividad comercial regular, la mayoría de sus vuelos se realizan en pequeñas avionetas como taxis aéreos. Es el segundo aeropuerto del departamento en tráfico aéreo, seguido del aeropuerto de Trinidad Jorge henrich arauz

## Aerolíneas
Actualmente solo vuelos charter.

## Aerolíneas cesaron operación
- Aerosur
- Lloyd Aéreo Boliviano
- Amaszonas
- Aeroeste
- Aerocon
- TAM (Transporte Aéreo Militar)